# Локатор обстрілу

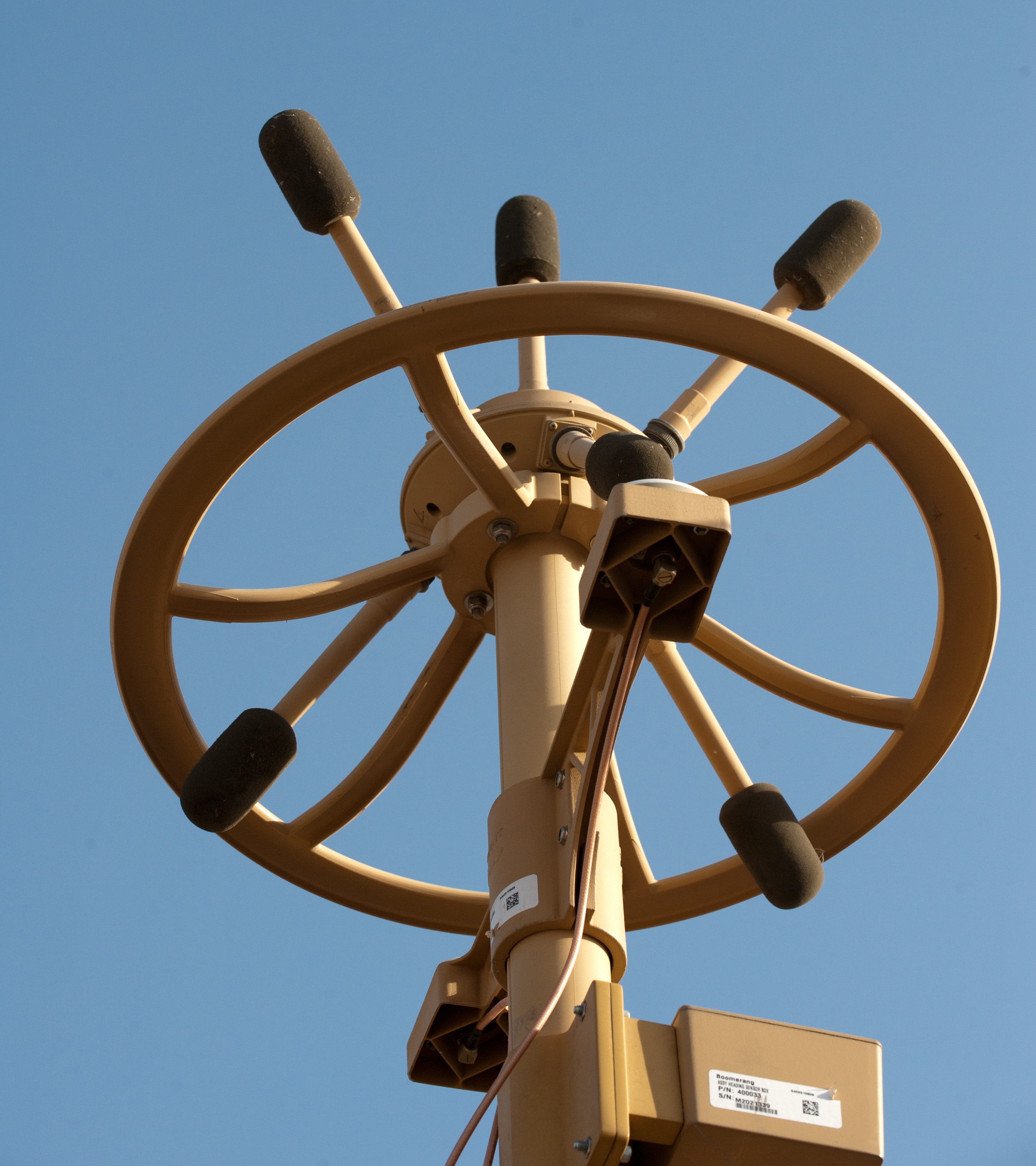
Локатор вогню "Бумеранг", що використовується британськими військами в Афганістані

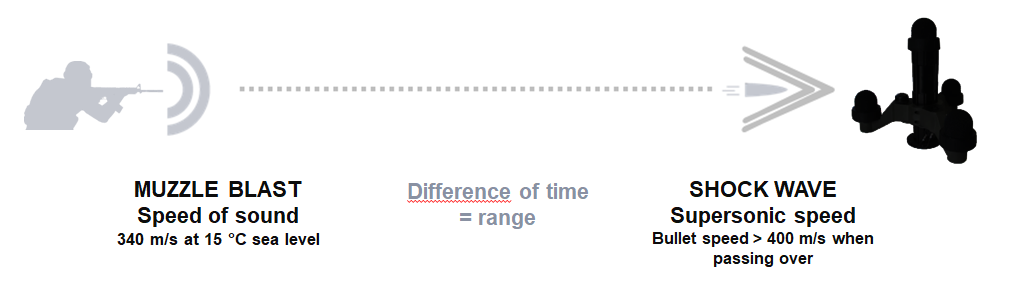
Схема детектора зйомки

Локатор пострілів або система виявлення пострілів - це система, яка виявляє та передає місцезнаходження пострілу або пострілу з іншої зброї за допомогою акустичних, вібраційних, оптичних або потенційно інших типів датчиків, а також комбінації таких датчиків. Ці системи використовуються правоохоронними органами, службами безпеки, військовими, державними установами, школами та підприємствами для визначення джерела та, в деяких випадках, напрямку пострілу та/або типу зброї, з якої стріляли. Більшість систем складається з трьох основних компонентів:
Масив мікрофонів або датчиків (акселерометрів, інфрачервоних детекторів тощо), розташованих спільно або географічно розподілених
Процесорний блок
користувальницький інтерфейс, який відображає попередження про обстріли.
У загальних категоріях існують екологічні комплексні системи для переважно зовнішнього використання (як військові, так і цивільні/міські), які мають високу вартість, а також дешевші споживчі/промислові комплексні системи для переважно внутрішнього використання. Системи, що використовуються в міських умовах, інтегрують географічну інформаційну систему, тому на дисплеї відображається карта і адреса місця кожного інциденту. Деякі системи виявлення стрілянини в приміщеннях використовують детальні плани поверхів з накладанням місця розташування детектора, щоб показати місцезнаходження стрільця в додатку або веб-інтерфейсі.

## Історія

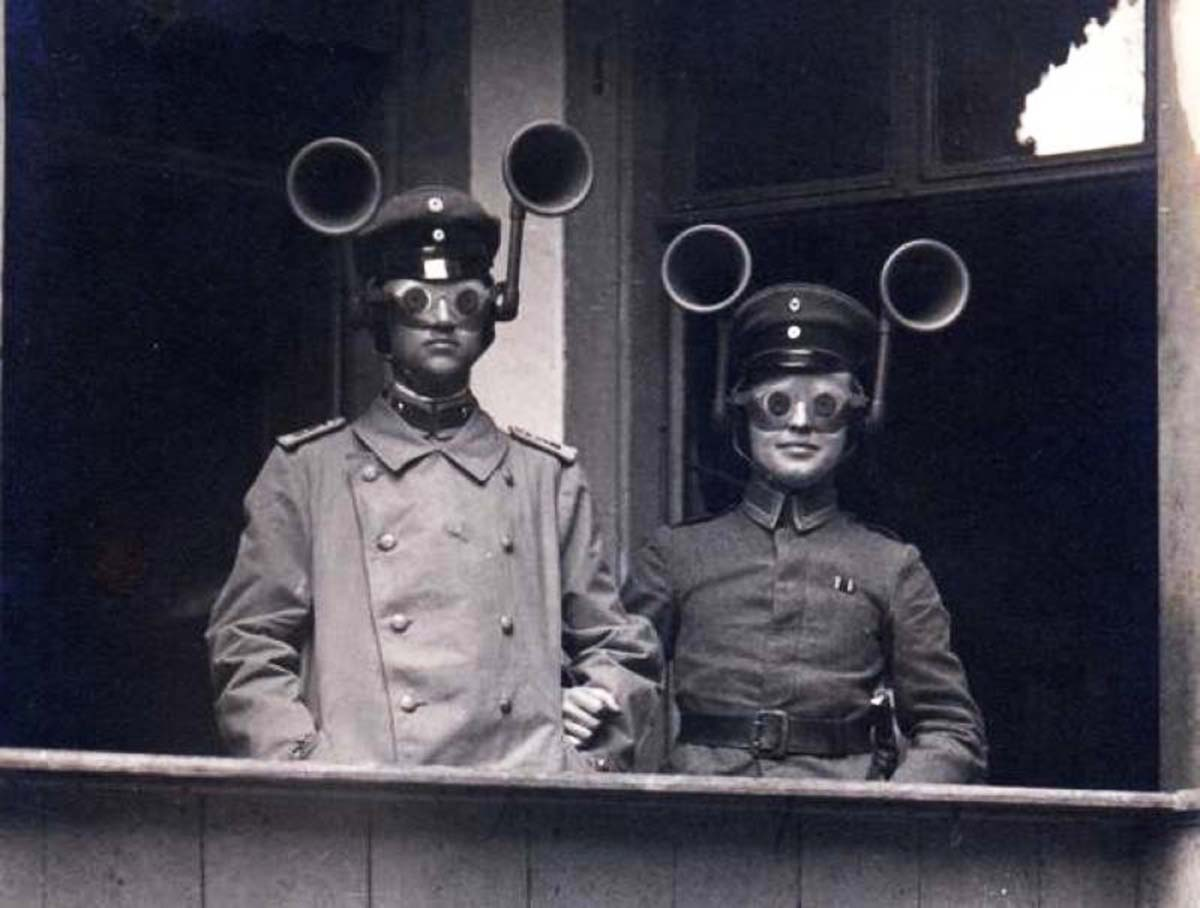
Акустична повітряна розвідка німецької польової артилерії. 1917 р.

Визначення походження пострілів за звуком було задумано ще до Першої світової війни, де воно вперше було застосовано на практиці (див.: Артилерійська звукова дальномірність).
У 1990 році унікальний алгоритм був використаний як відправна точка: компанія Metravib defence, працюючи з Délégation Générale pour l'Armement (DGA) - французьким агентством з оборонних закупівель - вивчала акустичну сигнатуру підводних човнів. Згодом DGA та інженерний відділ сухопутних військ (STAT) французької армії замовили Metravib D. знайти рішення для виявлення пострілів, щоб допомогти солдатам і миротворцям, які потрапляють під обстріл на Снайперській алеї, не знаючи, звідки саме лунають постріли.

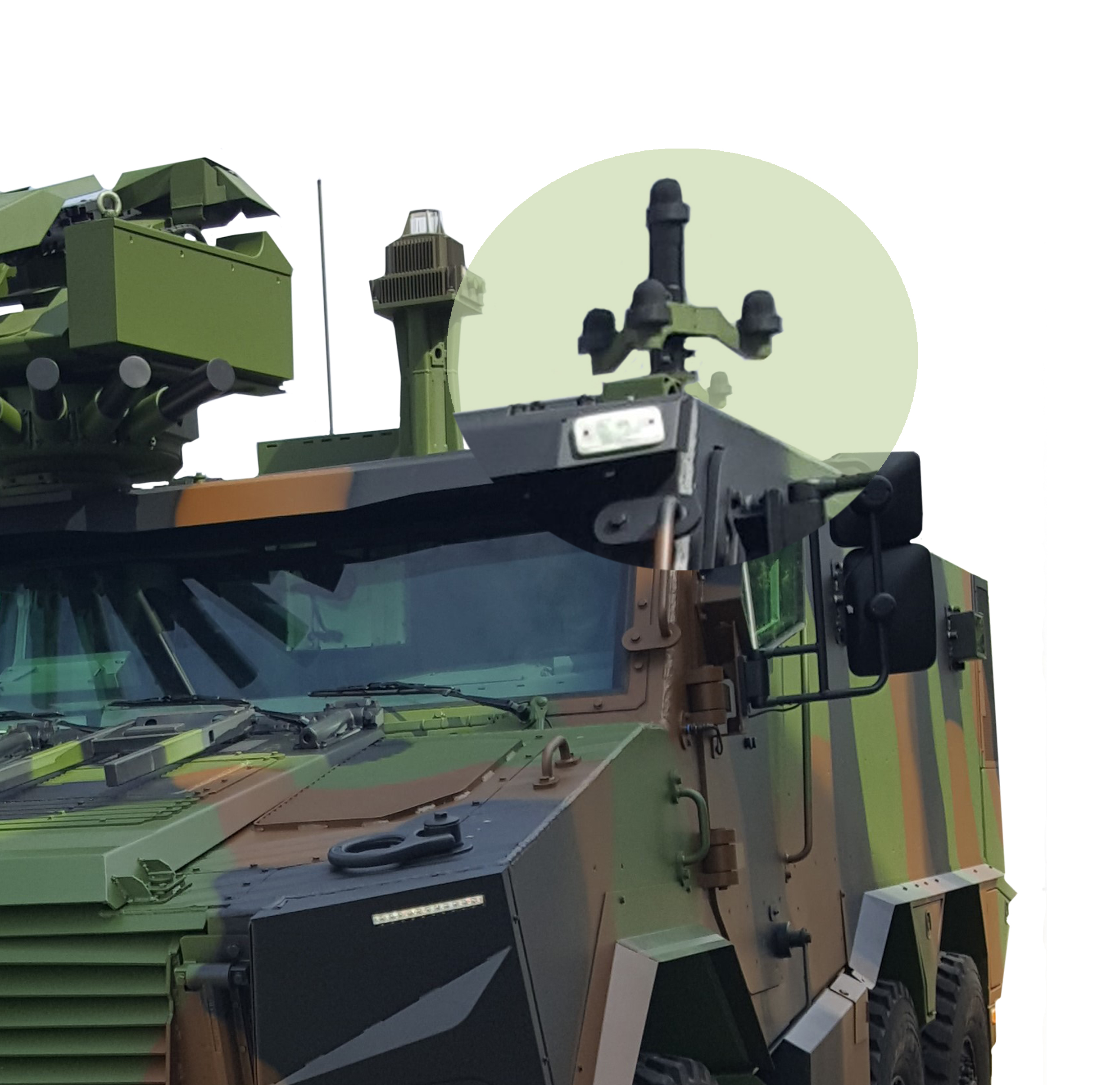
Акустичний детектор пострілу PILAR V - необхідний датчик системи захисту автомобіля для покращеної ситуаційної обізнаності та більшого силового захисту.

Акустичний детектор пострілів PILAR V є важливим датчиком системи захисту транспортних засобів, що забезпечує кращу обізнаність про обстановку та підвищує рівень захисту особового складу.
На початку 1990-х років райони східного Пало-Альто та східного Менло-Парку, Каліфорнія, були обложені злочинністю. Протягом 1992 року в Східному Пало-Альто було скоєно 42 вбивства, що призвело до того, що Східний Пало-Альто став столицею вбивств у Сполучених Штатах. Поліцейське управління Менло-Парк часто викликали на розслідування, коли мешканці повідомляли про постріли, але з розрізнених дзвінків до служби 911 не було можливості визначити їх джерело.
Наприкінці 1992 року Джон К. Лар, доктор наук, сейсмолог з розташованої неподалік Геологічної служби США, звернувся до поліцейського управління Менло-Парку з питанням, чи не буде їм цікаво застосувати сейсмологічні методи для визначення місця пострілів. До поліцейського управління Менло-Парку зверталися й інші особи з пропозиціями допомогти поліції за допомогою систем локалізації пострілів. Начальник поліції організував зустріч з місцевими винахідниками та підприємцями, які висловили зацікавленість у цій проблемі. На той час не було жодних рішень щодо відстеження пострілів, лише бажання це зробити. Одним з ключових учасників зустрічі був Роберт Шоуен, співробітник Стенфордського дослідницького інституту та експерт з акустики.
Лар вирішив продовжити свої плани, щоб продемонструвати можливість визначення місця пострілів, покладаючись на свій досвід у техніці визначення місця землетрусів та моніторингу на Алясці. Була створена мережа, що складалася з одного дротового і чотирьох радіотелеметричних мікрофонів, а його будинок у східному Менло-Парку став командним центром. Лар модифікував програмне забезпечення, яке зазвичай використовується для визначення місцезнаходження землетрусів, і записував дані з більшою частотою дискретизації, ніж та, що використовується для регіональної сейсмології. Після того, як лунали постріли, Лар визначав їх місцезнаходження, в той час як його дружина стежила за поліцейським радіо для незалежного підтвердження їх джерела.
Використовуючи цю систему, Лар зміг продемонструвати поліції та іншим, що ця методика є високоефективною, оскільки система здатна визначати місце пострілів, що відбуваються в межах масиву, з точністю до кількох десятків метрів. Хоча були відомі додаткові методи зі світу сейсміки, які могли б краще автоматизувати систему і підвищити її надійність, ці вдосконалення виходили за рамки цього техніко-економічного обґрунтування.

## Характеристики пострілу
Існує три основні ознаки, які характеризують постріли і, отже, дозволяють виявити і визначити місце знаходження пострілів і подібних до них розрядів зброї:
оптичний спалах, який виникає при запалюванні вибухового заряду, що виштовхує снаряд з патронника зброї
Типовий дуловий вибух генерує імпульсну звукову хвилю з рівнем звукового тиску (SPL), який коливається від 120 дБ до 160 дБ
Ударна хвиля, яка виникає під час руху снаряда в повітрі з надзвуковою швидкістю. Зауважимо, що це не стосується дозвукових боєприпасів, швидкість польоту кулі яких не перевищує 1120 футів за секунду (тобто швидкість звуку в повітрі).
Оптичні спалахи можуть бути виявлені за допомогою оптичних та/або інфрачервоних методів зондування; однак від датчика до зброї повинна бути пряма видимість, інакше спалах не буде помічений. Непрямі спалахи, які відбиваються від довколишніх структур, таких як стіни, дерева та каміння, допомагають виявити приховані або обмежені зони прямої видимості між зброєю та датчиком. Оскільки виявляються лише оптичні спалахи, такі системи, як правило, здатні визначити лише напрямок пострілу відносно датчика, якщо тільки кілька систем не тріангулюють дальність пострілу. Кілька пострілів, зроблених з різних місць майже одночасно, легко розрізнити як окремі постріли, оскільки датчики зазвичай використовують масив фокальної площини, що складається з багатьох чутливих пікселів. Кожен піксель у всій фокальній площині (наприклад, 640×480 пікселів) постійно оцінюється.
Снаряд, як правило, повинен пролетіти на відстані від 50 до 100 метрів від датчика, щоб датчик почув ударну хвилю. Поєднання дульного вибуху та ударної хвилі надає додаткову інформацію, яка може бути використана разом з фізикою акустики та поширенням звуку для визначення дальності пострілу до датчика, особливо якщо відомий патрон або тип снаряда. Штурмові гвинтівки частіше використовуються в бойових сценаріях, де важливо, щоб потенційні цілі були негайно попереджені про позицію ворожого вогню. Система, яка може почути хвилинні відмінності в часі прильоту дульного зрізу, а також почути "клацання" ударної хвилі снаряда, може обчислити походження розряду. Множинні постріли, зроблені з різних місць майже одночасно, наприклад, із засідки, можуть давати неоднозначні сигнали, що призводить до невизначеності місця знаходження.
Акустику пострілів необхідно надійно відрізняти від шумів, які можуть звучати подібно, таких як вибухи феєрверків та відстріл автомобілів.
Міські райони, як правило, демонструють добові моделі шуму, де фоновий шум вище вдень і нижче вночі, де рівень шуму безпосередньо пов'язаний з міською активністю (наприклад, автомобільний рух, рух літаків, будівництво і так далі). Вдень, коли рівень шуму вищий, типовий дуловий постріл з пістолета може поширюватися на відстань до милі. Вночі, коли рівень шуму нижчий, типовий дуловий постріл пістолета може поширюватися на відстань до 2 миль. Таким чином, спільно розміщений масив мікрофонів або розподілений масив акустичних датчиків, які чують дуловий постріл у різний час, може сприяти визначенню місця походження розряду за умови, що кожен мікрофон/датчик може з точністю до мілісекунди вказати час, коли він зафіксував імпульс. Використовуючи цю інформацію, можна відрізнити постріли від звичайних побутових шумів, розмістивши акустичні датчики на великих відстанях таким чином, щоб лише надзвичайно гучні звуки (наприклад, постріли) могли досягти декількох датчиків.
Інфрачервоні системи виявлення мають аналогічну перевагу вночі, оскільки датчик не повинен боротися з будь-яким сонячним впливом на фоновий сигнал. Вночі сигнатура пострілу не буде частково прихована на фоні сонячних інфрачервоних внесків. Більшість придушувачів спалахів призначені для мінімізації видимого сліду пострілу. Пригнічувачі спалахів розбивають гази, що розширюються, на сфокусовані конуси, тим самим зводячи до мінімуму ефект "цвітіння" вибухових газів. Ці сфокусовані конуси містять більше сигнатури в меншому об'ємі. Додаткова потужність сигналу допомагає збільшити дальність виявлення.
Оскільки оптичний спалах і дуловий постріл приглушуються пригнічувачами спалаху і дулового пострілу (також відомими як "глушники"), ефективність систем виявлення пострілів може бути знижена для зброї з приглушеним звуком. За оцінками ФБР, 1% або менше злочинів, пов'язаних з вогнепальною зброєю, вчиняються із застосуванням зброї з глушником.

## Конструкція

### Метод зондування
Системи визначення місця пострілу, як правило, вимагають одного або декількох способів зондування для виявлення факту пострілу зі зброї або виявлення снаряда, випущеного зі зброї. На сьогоднішній день звук, вібрація та візуальне або інфрачервоне світло успішно використовуються як технології виявлення. Обидва способи можуть бути застосовані для виявлення пострілів у статичних і динамічних умовах. Більшість систем, пов'язаних з діяльністю поліції, можуть бути стаціонарно встановлені, нанесені на карту і корельовані, оскільки датчики залишаються на місці протягом тривалого часу. З іншого боку, військові та спецпідрозділи діють у більш динамічному середовищі, що вимагає швидкого встановлення або здатності працювати під час переміщення датчиків.

#### Акустичний
Додаткова інформація: Локалізація акустичного джерела та Акустична локалізація
Акустичні системи "слухають" або ударну хвилю від пострілу (звук снаряда або кулі при проходженні через повітря), або звук дульного зрізу зброї при пострілі, або комбінацію обох звуків.
Завдяки своїй здатності відчувати на великих відстанях, відчувати за межами прямої видимості і відносно низькій пропускній здатності, необхідній для передачі телеметричних даних датчиків, системи, розгорнуті для забезпечення правопорядку, громадської безпеки і внутрішньої безпеки в Сполучених Штатах, в основному базуються на акустичних методах.
Системи, що базуються лише на акустичних методах, зазвичай генерують сигнали тривоги на кілька секунд повільніше, ніж системи оптичного зондування, оскільки вони покладаються на поширення звукових хвиль. Таким чином, звук, що досягає датчика на відстані 1 милі від його джерела, займе майже 5 секунд. Декілька секунд на прийом сигналу від віддалених датчиків та визначення кількості пострілів, що часто є індикатором серйозності інциденту, є терпимим і значним покращенням для типових сценаріїв диспетчеризації поліції у порівнянні з кількома хвилинами, які проходять з моменту фактичного пострілу до моменту, коли людина вирішує зателефонувати за номером 9-1-1, і ця інформація фіксується, обробляється та передається патрульним офіцерам.
Оскільки такі системи мають масиви високочутливих мікрофонів, які постійно активні, виникали занепокоєння щодо приватності з такою широкою можливістю записувати розмови без відома тих, кого записують (це "супутнє підслуховування", оскільки фіксація розмов є лише ненавмисною можливістю конструкції системи, і правоохоронні органи заявляють, що запис відбувається лише після того, як були виявлені постріли).

#### Оптичні
Оптичні або електрооптичні системи фіксують або фізичне явище дульного спалаху кулі, що випускається, або тепло, викликане тертям кулі при її русі в повітрі. Такі системи вимагають наявності прямої видимості на ділянку, з якої ведеться вогонь, або на снаряд під час його руху. Незважаючи на те, що необхідна загальна пряма видимість на подію пострілу, виявлення іноді можливе завдяки тому, що інфрачервоний спалах відбивається від навколишніх структур. Так само, як і акустичні системи, електрооптичні системи, як правило, можуть бути погіршені спеціальними пристроями придушення, які мінімізують їх звукові або оптичні ознаки.
Оптичні та електрооптичні системи добре зарекомендували себе у військовому середовищі, де негайність реагування є критично важливою, а також тому, що вони, як правило, не потребують ретельної реєстрації місцезнаходження, як це зазвичай буває у випадку з більш стаціонарно встановленими "цивільними" системами боротьби зі злочинністю. Подібно до того, як акустичні системи потребують більше одного мікрофона для визначення місця пострілів, більшість електрооптичних систем потребують більше одного датчика при охопленні 360 градусів. Акустичні та оптичні датчики можуть бути розміщені спільно, а їхні дані можуть бути об'єднані, що дозволяє при обробці місця пострілу мати більш точний час пострілу, який може бути використаний для розрахунку відстані пострілу до датчиків з максимально можливою точністю. Оптичні системи (по суті) не обмежуються кількістю окремих пострілів або кількістю різних стрільців, які стріляють одночасно, що дозволяє оптичному зондуванню легко виявляти і визначати місцезнаходження стрільців, які влаштовують засідки з використанням декількох стрільців, які ведуть вогонь з різних місць протягом одного і того ж періоду часу.
Поєднання обох підходів (акустичного та інфрачервоного) допомагає подолати власні обмеження кожної системи, водночас покращуючи загальну спроможність усувати неправдиві повідомлення про постріли та/або неоднозначні повідомлення про місцезнаходження. Навіть при використанні цих комбінованих систем постріли, здійснені з досить великої відстані, не будуть виявлені, оскільки рівень сигналу пострілу (як акустичного, так і інфрачервоного) з часом зникає на фоні інших сигналів. Для акустичних систем, які потребують надзвукової ударної хвилі для визначення місцезнаходження, куля повинна все ще рухатися з надзвуковою швидкістю, коли вона проходить повз датчик, і вона повинна пройти повз датчик в межах бічного пробігу ударної хвилі. При інфрачервоному зондуванні спалаху після пострілу траєкторія кулі не визначається. Поєднання цих двох підходів покращує можливості за різних умов, які можуть виникнути в бойовій обстановці.
Як оптичні, так і акустичні датчики використовувалися з транспортних засобів під час руху в міських та сільських умовах. Ці датчики також були випробувані на повітряних та водних платформах.
Електрооптичні системи виявлення, що випробовуються в даний час (2011 рік), можуть обробляти вхідні сигнатури пострілів на дуже високих швидкостях, забезпечуючи чудовий метод не тільки для розрізнення пострілів зі зброї та інших подій, що не пов'язані з пострілами, але й для автоматичного визначення категорій, характеристик, а іноді і конкретних типів зброї.

### Дискримінація пострілів
Для розрізнення пострілів (також відомого як "класифікація пострілів") від подібних звуків, таких як звук відстрілу автомобілів, феєрверків або звук гелікоптера, що пролітає над головою, може бути використано багато методик. Аналіз спектрального складу звуку, його огинаючої та інші евристичні методи також широко використовуються для класифікації гучних, раптових звуків як пострілів. Ідентифікація джерела звуку може бути суб'єктивною, і такі компанії, як ShotSpotter, переглядають свої записи на основі інформації, яку вони отримують від поліцейських органів, так що звук, спочатку класифікований автоматизованою системою як стукіт роторів гелікоптера, був визнаний спочатку як три, потім чотири, і, нарешті, як звук п'яти окремих пострілів. Як наслідок, ця технологія була відкинута в судових справах як ненаукова для цілей судового доказування. Вона має бути інструментом розслідування, а не джерелом первинних юридичних доказів.
Інший метод класифікації пострілів використовує "тимчасове розпізнавання образів", як зазначає його розробник, що використовує штучні нейронні мережі, які навчаються, а потім прослуховують звукову сигнатуру в акустичних подіях. Як і інші системи акустичного зондування, вони фундаментально базуються на фізиці акустики, але аналізують фізичні акустичні дані за допомогою нейронної мережі. Інформація в мережі кодується в термінах варіації послідовності подій "всі або нічого" (спайк), або часових патернів, що передаються між штучними "нейронами". Визначення нелінійних вхідних/вихідних властивостей нейронів, що беруть участь у формуванні пам'яті на нові патерни, та розробка математичних моделей цих нелінійних властивостей дозволяють ідентифікувати конкретні типи звуків. Потім ці нейронні мережі можуть бути навчені як "розпізнавачі" цільового звуку, наприклад, пострілу, навіть за наявності високого рівня шуму.
Незалежно від методів, що використовуються для ізоляції пострілів від інших імпульсних звуків або інфрачервоного зондування, стандартні методи тріангуляції можуть бути використані для визначення місця розташування джерела пострілу після того, як він був розпізнаний як постріл.
Оптична дискримінація раніше складалася з методів, серед яких просторові, спектральні і креативні часові фільтри, для усунення сонячних відблисків як помилкової тривоги. Більш ранні датчики не могли працювати з достатньою швидкістю, щоб дозволити включення відповідних часових фільтрів, які тепер усувають сонячні відблиски як фактор помилкової тривоги.

### Архітектури
Різні системні архітектури мають різні можливості і використовуються для конкретних застосувань. Загалом існує 2 архітектури: автономні системи з локальними масивами мікрофонів та розподілені масиви датчиків ("акустичне спостереження з широкою зоною дії"). Перші, як правило, використовуються для негайного виявлення та оповіщення про стрільця, що знаходиться поблизу системи; такі системи зазвичай використовуються для захисту солдатів, військових транспортних засобів та кораблів, а також для захисту невеликих відкритих територій (наприклад, автостоянка, парк). Останні використовуються для захисту великих територій, таких як міста, муніципалітети, об'єкти критичної інфраструктури, транспортні вузли та військові оперативні бази.
Більшість автономних систем були розроблені для військового використання, де метою є негайне оповіщення людських цілей, щоб вони могли вжити заходів для ухилення та/або нейтралізації. Такі системи, як правило, складаються з невеликого масиву мікрофонів, розділених точною невеликою відстанню. Кожен мікрофон чує звуки пострілів з хвилинною різницею в часі, що дозволяє системі розрахувати дальність і пеленг джерела пострілів відносно системи. Військові системи, як правило, покладаються на звуки дульного вибуху і "клацання" ударної хвилі снаряда, щоб підтвердити свою класифікацію пострілу і розрахувати дальність до джерела пострілу.
Розподілені масиви датчиків мають явну перевагу над автономними системами в тому, що вони можуть успішно класифікувати постріли з і без звуку "клацання" снаряда, навіть в умовах сильного фонового шуму і відлуння. Такі системи є загальноприйнятою нормою для забезпечення громадської безпеки в містах, оскільки вони дозволяють правоохоронним органам чути постріли в широкому міському ландшафті площею в багато квадратних миль. На додаток до міських ландшафтів, підхід розподілених масивів призначений для захисту територій, таких як об'єкти критичної інфраструктури, транспортні вузли і кампуси.
Використовуючи загальні мережеві методи передачі даних, оповіщення про викиди можуть передаватися до диспетчерських центрів, командирів і персоналу на місцях, що дозволяє їм негайно оцінити серйозність ситуації та ініціювати відповідні і рішучі силові заходи реагування. Деякі системи мають можливість записувати і передавати аудіозаписи розрядів разом з інформацією про тривогу, що надає додаткову безцінну інформацію про ситуацію та її серйозність. Аналогічно для захисту критичної інфраструктури, де інформація чітко і недвозначно передається в режимі реального часу в регіональні кризові центри управління і контролю, що дозволяє співробітникам служби безпеки вирізати часто неточні і запізнілі звіти, щоб вони могли негайно відреагувати на запобігання атакам і звести до мінімуму подальшу активність.

## Застосування
Системи визначення місця пострілу використовуються органами громадської безпеки, а також військовими та оборонними відомствами. В першу чергу вони використовуються в диспетчерських центрах для швидкого реагування на інциденти зі стріляниною. У військовій/оборонній сфері вони по-різному відомі як контрснайперські системи, системи виявлення та визначення місцезнаходження зброї або інші подібні терміни. Вони використовуються для попередження потенційних людських цілей, щоб вони могли ухилитися від вогню, для спрямування силової реакції на нейтралізацію загроз, включаючи автоматизоване наведення зброї.
На додаток до використання систем визначення місця пострілу для передачі сповіщень про інцидент, вони також можуть передавати свої сповіщення до систем відеоспостереження в режимі реального часу, що дозволяє їм автоматично спрямовувати камери на місце інциденту. Дані про місцезнаходження інциденту в режимі реального часу роблять відеоспостереження "розумним"; після того, як камери наведені на місце події, інформація може бути переглянута для оцінки ситуації і подальшого планування необхідного реагування; об'єднана аудіо- та відеоінформація може бути позначена і збережена для подальшого використання судовими доказами.
Інфрачервоні системи виявлення можуть виявляти не лише сліди вибуху боєприпасів, але й великокаліберну зброю, таку як міномети, артилерія, реактивні системи залпового вогню, кулемети, а також стрілецьку зброю. Ці системи також можуть виявляти вибухи від ударів бомб, таким чином локалізуючи вплив зброї непрямої дії, такої як артилерія та міномети. Детектор може бути використаний як автоматизований датчик корекції пострілу для підтримки ближнього бою.

### Громадська безпека
У сфері громадської безпеки та охорони правопорядку системи визначення місця пострілу часто використовуються в районах з високим рівнем злочинності для швидкого оповіщення та інформування в комунікаційно-диспетчерський центр, де оповіщення використовуються для направлення служб швидкого реагування на місце пострілу, таким чином збільшуючи кількість арештів, покращуючи безпеку офіцерів, забезпечуючи безпеку свідків та доказів, покращуючи розслідування, а також у довгостроковій перспективі стримуючи злочини із застосуванням зброї, стрілянину та особливо "святкову стрілянину" (практика стрільби зі зброї в повітря заради забави). Системи визначення місця пострілу, засновані на акустичному спостереженні з широкою зоною дії в поєднанні з постійним зберіганням даних про інциденти, виходять за рамки лише диспетчерського використання, оскільки повідомлення про стрілянину в місті (через дзвінки на 9-1-1) може становити лише 25%, що означає, що правоохоронні органи та їхні кримінальні аналітики мають неповні дані про реальні рівні та моделі активності. Завдяки підходу, що базується на акустичному спостереженні на великій території, у поєднанні з постійним сховищем даних про стрілянину (тобто базою даних), правоохоронні органи мають майже 100% даних про активність, які можна аналізувати для виявлення закономірностей і тенденцій, щоб керувати цілеспрямованим патрулюванням і поліцейською діяльністю на основі розвідувальних даних. Додаткові переваги включають допомогу слідчим у пошуку більшої кількості судових доказів для розкриття злочинів та надання прокурорам для посилення судових справ, що призводить до збільшення кількості обвинувальних вироків. Завдяки точності системи визначення місця пострілу та можливості географічної прив'язки до конкретної адреси вулиці, на відміну від браку інформації, що зазвичай має місце, коли громадяни повідомляють про інциденти зі стріляниною в службу 9-1-1, правоохоронні органи можуть також визначити стрільців, порівнюючи з відомими місцями перебування злочинців, в тому числі тих, хто перебуває на умовно-достроковому звільненні та пробації; слідчі також іноді можуть визначити передбачувані жертви і, таким чином, спрогнозувати та запобігти репресіям.
Системи визначення місця пострілу використовуються на національному рівні в міських районах з середини 1990-х років все більшим числом міст і муніципалітетів, які використовують системи визначення місця пострілу як важливий інструмент у своєму арсеналі для боротьби з насильницькою злочинністю. Федеральні і національні служби безпеки також взяли на озброєння системи визначення місця пострілу і їх переваги; зокрема, ФБР успішно використовувало систему визначення місця пострілу ShotSpotter під час снайперських атак на шосе в штаті Огайо в 2003-2004 роках спільно з шерифом округу Франклін.
Технологія була випробувана в Редвуд-Віллідж, околиці Редвуд-Сіті, штат Каліфорнія, у квітні 1996 року. До 2007 року виробник рекламував пристрій як такий, що має переваги, але місцеві чиновники розділилися в думках щодо його ефективності. Він ефективний у зменшенні кількості випадкових пострілів. Опитування, проведені для Міністерства юстиції, показали, що він був найбільш ефективним як "сприйняття" дії.
Система ShotSpotter, встановлена у Вашингтоні, округ Колумбія, успішно використовується для визначення місця стрілянини в зоні покриття. Поліцейське управління Вашингтону повідомило у 2008 році, що система допомогла знайти 62 жертви насильницьких злочинів і сприяла проведенню 9 арештів. На додаток до нападів, система виявила велику кількість "випадкових" пострілів, загальна кількість яких у 2007 році становила 50 пострілів на тиждень. Зважаючи на успіх системи, департамент поліції вирішив розширити програму, щоб охопити майже чверть міста.
Станом на 2016 рік системи виявлення були розгорнуті в ряді міст, включаючи Балтимор, штат Меріленд; Беллвуд, штат Іллінойс; Бірмінгем, штат Алабама; Бостон; Кантон, штат Огайо; Кембридж, штат Массачусетс; Чикаго; Хартфорд; Канзас-Сіті; Лос-Анджелес; Мілвокі; Міннеаполіс; Нью-Бедфорд, штат Массачусетс; Окленд; Омаха; Сан-Франциско; Спрінгфілд, штат Массачусетс; Вашингтон, округ Колумбія. C.; Вілмінгтон, Північна Кароліна; Нью-Йорк; Також реалізована інтеграція з камерами, які при виявленні обстрілу вказують на напрямок стрільби. На комунальних об'єктах США в 2014 році використовувалося 110 систем. Місто Сан-Антоніо, штат Техас, припинило використання сервісу ShotSpotter вартістю 500 000 доларів після того, як з'ясувалося, що він призвів лише до чотирьох арештів.
У серпні 2017 року Секретна служба США почала тестування використання технології виявлення пострілів для захисту Білого дому та Військово-морської обсерваторії США.

### Військові та оборона
Див. також: Визначення дальності звуку артилерійських пострілів
Визначення походження пострілів за звуком було задумано ще до Першої світової війни, де воно вперше було застосовано на практиці. Ранні системи на основі звуку використовувалися в основному для великої зброї. Системи виявлення і локалізації зброї та контрснайперські системи були розгорнуті Міністерством оборони США, а також військовими інших країн.
Акустичні системи виявлення загроз включають Unattended Transient Acoustic MASINT Sensor (UTAMS), Serenity Payload і FireFly, які були розроблені Армійською дослідницькою лабораторією.

### Браконьєрство на диких тварин
У національному парку Крюгера в Південній Африці локатори пострілів використовуються для запобігання браконьєрству на носорогів.

### Відкриті детектори пострілів
Проект Soter gunshot locator - це зусилля спільноти, яка використовує апаратне забезпечення з відкритим вихідним кодом, хмарні технології, машинне навчання та 3D-друк для створення недорогих детекторів пострілів, здатних виявляти та класифікувати постріли в міських та шкільних приміщеннях за лічені секунди.

### Рибне бомбардування
Stop Fish Bombing USA, проект під фінансовим спонсорством Earth Island Institute, адаптував технологію ShotSpotter з гідрофонами для боротьби з рибним бомбардуванням на коралових рифах в штаті Сабах, Малайзія.
Електронний ніс - це електронний сенсорний пристрій, призначений для виявлення запахів або смаків. Вираз "електронне зондування" відноситься до можливості відтворення органів чуття людини за допомогою сенсорних масивів і систем розпізнавання образів.
З 1982 року проводяться дослідження з розробки технологій, які зазвичай називають "електронними носами", які могли б виявляти і розпізнавати запахи і смаки. Етапи процесу розпізнавання подібні до людського нюху і виконуються для ідентифікації, порівняння, кількісної оцінки та інших застосувань, включаючи зберігання і пошук даних. Деякі з таких пристроїв використовуються в промислових цілях.